# FK Ventspils
Futbola Klub Ventspils – łotewski klub piłkarski z siedzibą w Windawie, grający w Latvijas futbola 1. līga.

## Historia
Klub został założony w 1997 jako FK Ventspils. 2 razy grał w Pucharze UEFA z klubami polskimi, w sezonie 2003/2004 wyeliminował Wisłę Płock w 1. rundzie, zaś w sezonie 2004/2005 został wyeliminowany przez Amikę Wronki w rundzie o wejście do fazy grupowej.

## Sukcesy
- Mistrz Łotwy (6 x):

2006, 2007, 2008, 2011, 2013, 2014
- Wicemistrz Łotwy (5 x):

2000, 2001, 2002, 2009, 2010
- zdobywca Pucharu Łotwy (7 x):

2003, 2004, 2005, 2007, 2011, 2013, 2017
- Baltic League (1x):

2010